# Systena bitaeniata
Systena bitaeniata är en skalbaggsart som först beskrevs av J. L. Leconte 1859.  Systena bitaeniata ingår i släktet Systena och familjen bladbaggar. Inga underarter finns listade i Catalogue of Life.